# لرده (رودسر)
لرده ، روستایی از توابع بخش رحیم‌آباد شهرستان رودسر در استان گیلان ایران است.

## جمعیت
این روستا در دهستان شوئیل قرار دارد و براساس سرشماری مرکز آمار ایران در سال ۱۳۸۵، جمعیت آن ۵۹ نفر (۱۷خانوار) بوده‌است.مردم این روستابه کار دامداری و کشاورزی مشغول بوده